# Вийсъяагу
Ви́йсъяагу (эст. Viisjaagu järv) — единственный крупный водоём в Эстонии, находящийся в частной собственности.
Озеро расположено в волости Конгута в Тартуском уезде в южной Эстонии к западу от местечка Элва в 22 километрах от Тарту. Абсолютная высота 34,7 м, площадь 23 га, максимальная глубина 13 м (средняя глубина 7,4 м). Самое глубокое место у самого центра озера на северо-западе. Глубина растет очень резко, особенно с западного берега.
В прошлом озеро было намного больше и образовывало совместно с озером Висси (Vissi järv) (приблизительно в полтора-два раза меньшим по величине) одно целое, однако вследствие снижения уровня воды из-за зарастания уже в 30-х годах XX века озёра отделяла высота 1 метр.
Меж озёрами до сих пор существует мелководный канал (около 500 метров длиной), прокопанный сквозь болотистый лес в XVIII веке по указанию владелицы местной мызы, расположенной на берегу соседнего озера Висси. Привередливой баронессе хотелось во что бы то ни стало наблюдать озеро Вийсяагу, по красоте и величию явно превосходящее Висси, со своего балкона, пусть и через коридор канала меж деревьев. Мыза была разрушена и разграблена, как ни странно, ещё в Царское время. Хозяева решили разобрать дворец на ценные в то время кирпичи, но к их разочарованию, технология сборки XVII века, со временем намертво скрепившая кирпичи меж собой, после попытки разбора превратила мызу в развалины.
Озеро овальной формы. На западе берег крутой, песчаный (подходит для купания), в остальных местах мелкий илистый или торфянистый. Толщина ила на глубинах до 1 метра.
Проточность слабая. Приток обеспечивает канал от озера Висси, дополняемый многочисленными ключевыми источниками со дна самого озера. Много и прибрежных источников, особенно на западном берегу. Отток идёт через канаву, идущую в реку Элва.
Цвет воды ярко-зелёный, прозрачность от 2,1 до 3,5 м, видов растений в среднем 16. В озере найдена редкая известковая бактерия.
На озере гнездятся водоплавающие птицы, в том числе чирок-свистунок, кряква, камышевка и дрозд. Лещ превалирует в рыбной фауне, есть также немало плотвы, окуня, щуки, встречаются карась, салака, линь, угри. У берега водятся редкие виды стрекоз, на мелководье — редкие виды раков. Весьма многочисленны виды донных животных, прочий животный и растительный мир — на среднем уровне.
Дачный дом-коттедж рода Коппель (собственника обоих озёр и предлежащих территорий), построенный во времена Первой Эстонской республики первым ректором-эстонцем по национальности Тартуского Университета (1920—1928) профессором Хенриком Коппелем (Henrik Koppel, 1863—1944), находится в нескольких десятках метрах от берега озера в лесу. Купание и рыбная ловля без разрешения владельцев и арендующих запрещены законом.